# Луняно ин Теверина
Луня̀но ин Теверѝна (на италиански: Lugnano in Teverina) е село и община в Централна Италия, провинция Терни, регион Умбрия. Разположено е на 419 m надморска височина. Населението на общината е 1569 души (към 2010 г.).